# Vi-l prezint pe John Doe
Vi-l prezint pe John Doe (titlul original: în engleză Meet John Doe) este un film american de comedie dramatică din 1941 în regia lui Frank Capra.

## Distribuție
- Gary Cooper - John Doe/Long John Willoughby
- Barbara Stanwyck - Ann Mitchell
- Edward Arnold - D.B. Norton
- Walter Brennan - The Colonel
- Spring Byington - Mrs. Mitchell
- James Gleason - Henry Connell
- Gene Lockhart - Mayor Lovett
- Rod La Rocque - Ted Sheldon
- Irving Bacon - "Beanie"
- Regis Toomey - Bert Hansen (menționat doar ca 'Bert')
- J. Farrell MacDonald - "Sourpuss"
- Harry Holman - Mayor Hawkins
- Warren Hymer - "Angelface"
- Pierre Watkin - Hammett
- Sterling Holloway - Dan
- Harry Davenport - Former Bulletin Owner (nemenționat)

## Producție
În 1939, în căutarea unei libertăți creative care nu era posibilă la Columbia Pictures, scenaristul Robert Riskin și Frank Capra au format o companie independentă de producție, Frank Capra Productions. Parteneriatul a fost împărțit la 65/35; 65% pentru Capra, 35% pentru Riskin. În 1941, Capra a regizat  Meet John Doe după scenariul lui Rohki.
După terminarea acestui singur film, care nu a avut mare succes la box-ofiice, asociația lor a fost dizolvată. Riskin nu a mai colaborat de bună voie cu Capra.